# Lunderskovs kommun
Lunderskovs kommun (danska: Lunderskov Kommune) var en kommun i Vejle amt i sydvästra Danmark. Kommunens centralort var tätorten Lunderskov. Sedan 2007 ingår kommunen i Koldings kommun.

## Borgmästare
- Holger D. Skrydstrup, 1 april 1970–1984[1]
- Bent Bechmann, 1984–31 december 2001[1]
- Hans Peter Andersen, 1 januari 2002–31 december 2006[1]

Denna lista hämtas från Wikidata. Informationen kan ändras där.
1. 1 2 3  Ulrik Kjær, Danske borgmestre 1970-2018, vol. 2018, 33, Syddansk universitet, 2018, läs online.[källa från Wikidata]